# Bet-Car Records
Bet-Car Records was een onafhankelijk Amerikaans platenlabel, dat in 1970 werd opgericht door jazz-zangeres Betty Carter. Dit met de bedoeling om hierop haar eigen albums uit te brengen. In 1983 ging het onder de naam Bet-Car productions ook functioneren als een productie- en managamentbedrijf. 
Het eerste Bet-Car-album was Betty Carter. Andere platen waren onder meer The Betty Carter Album, The Audience With Betty Carter en Whatever Happened to Love?. In 1987 kwam Carter tot een overeenkomst met Verve Records om haar toekomstige platen uit te brengen, waarbij Carter de volledige creatieve zeggenschap over haar platen behield. Bet-Car werd toen een sublabel van Verve. Dit platenlabel heeft haar Bet-Car-albums op cd heruitgebracht.